# Haiba
Haiba is een plaats in de Estlandse gemeente Saue vald, provincie Harjumaa. De plaats heeft de status van dorp (Estisch: küla).
Tot in oktober 2017 was Haiba de hoofdplaats van de gemeente Kernu. In die maand werd Kernu bij de gemeente Saue vald gevoegd.

## Bevolking
Het dorp had 362 inwoners op 31 december 2011 en 358 inwoners op 31 december 2021.